# 장단 김씨
장단 김씨(長湍金氏)는 경기도 장단군을 본관으로 하는 한국의 성씨이다.
시조 김선(金璇)은 김알지의 후손으로, 장단부원군(長湍府院君)에 봉해졌다.

## 참고 자료
- “장단김씨(長湍金氏)”. 뿌리를 찾아서.[깨진 링크(과거 내용 찾기)]